# Lucretia Jans
Lucretia Jans, även känd som Lucretia van der Miles, född i Amsterdam 1602, död efter 1641, centralfigur i ett uppmärksammat fall av myteri i Nederländska Indien 1629.   
Dotter till Jan (eller Hans) Meynertsz., tyghandlare, och Steffanie Joosten. Gift 1620 med Boudewijn van der Miles (ca 1599–1629), diamantslipare, och 1630 med Jacob Cornelisz. Cuick, sergeant.   
I oktober 1628 tog Jans med make plats på ett fartyget vid namn Batavia för att förena sig med maken i Ostindien. 
Den 4 juni 1629 gick fartyget på grund i Australien. En grupp under ledning av köpmannen Pelsaert seglade till Batavia för att skaffa hjälp. Besättningen genomförde sedan ett myteri under ledning av köpmannen Jeronimus Cornelisz. De kvinnor som inte dödades delades ut som bekvämlighetsartiklar åt myteristerna, och Jans tillföll Cornelisz. Då räddningsexpeditionen anlände avrättades Cornelisz på plats och övriga myterister fördes till Batavia. Vid den följande rättegången framkom det emellertid att Jans enligt vittnesmål hade varit den ledande kraften bakom myteriet och Cornelisz. Domstolen anhöll om tillstånd till att få tortera henne, men det är inte känt om ett sådant tillstånd utfärdades; Jans förnekade anklagelserna och frikändes. Hon återvände till Nederländerna 1635. 
1647 publicerades Ongeluckige voyagie van ’t schip Batavia, en skildring av myteriet, som blev mycket uppmärksammad och populär och baserades på rättsprotokoll av den verkliga händelsen. Detta ledde till en lagändring som begränsade antalet kvinnor på skepp med argumentet att de ledde till oro, och fallet framhölls som ett exempel på detta. 